# Lakatos-lakótelep
A Lakatos úti lakótelep – vagy Lakatostelep – Budapest XVIII. kerületének egyik városrésze.

## Fekvése
- Határai: A MÁV szolnoki vonala a Küllő utcától - Mikszáth Kálmán utca - Üllői út - Lakatos út - Egressy Gábor utca - Tinódi utca - Fonal utca - József utca - Nefelejcs utca -   Küllő utca a  MÁV szolnoki vonaláig.

## Története
Két ütemben, 1963-1967 és 1975-1987 között épült a lakótelep. 1974-ben itt forgatták az Utánam, srácok! című ifjúsági sorozat lakótelepi helyszíneit. Ez a tény azért nem közismert, illetve – főleg miskolciak körében – alaptalanul vitatott, mivel a történet szerint is Miskolcon játszódó filmben ezek a lakótelepi-iskolai jelenetek jellegzetes, felismerhető miskolci helyszínekkel váltakoznak, ugyanakkor a Lakatos úti lakótelepen található valamennyi bérháztípus Miskolcon is több lakótelepen megtalálható.

## Lehetőségek
A lakótelepen összesen 9 játszótér és 2 sportpálya található. Valamint itt van a Görög-domb, ahol lehet sportolni, kutyákkal játszani, télen szánkózni és ugyanitt szoktak lenni rendezvények, mint például a "Lakatos napok". A vásárlásról egy Reál, egy Príma és pár kisbolt gondoskodik. A príma a lakótelep főterén van, ahol van zöldséges, söröző, gyógyszertár, gyermek rendelő, lottózó és dohánybolt. A teleppel szemben egy Lidl van. Találunk itt még bankokat, hajvágószalonokat, pékséget, játékboltot és éttermet is. A Lakatos büszkesége, a Büdi-tó.

## Általános iskolák
- Pestszentlőrinci Német Nemzetiségi Általános Iskola
- Eötvös Loránd Általános Iskola

Mindkét iskola mellett található bölcsőde és óvoda is.

## Közlekedés
A városrész szélén található a Pestszentlőrinci vasútállomás, előtte pedig a 36-os busz végállomása. A járat keresztül megy a lakótelepen. A lakótelep szélén a Nefelejcs utcában közlekedik a 182-es és 184-es busz is, melyekkel gyorsan elérhetjük a 3-as metró egyik végállomását, Kőbánya-Kispestet. A telepet az Üllői út is határolja, ahol az 50-es villamos, valamint a 950 és 950A számmal megjelölt éjszakai buszok is közlekednek. A lakótelep közelében van még a 136E, a 93A és a 93-as busz, valamint a 914-es éjszakai járat megállója.

## Galéria

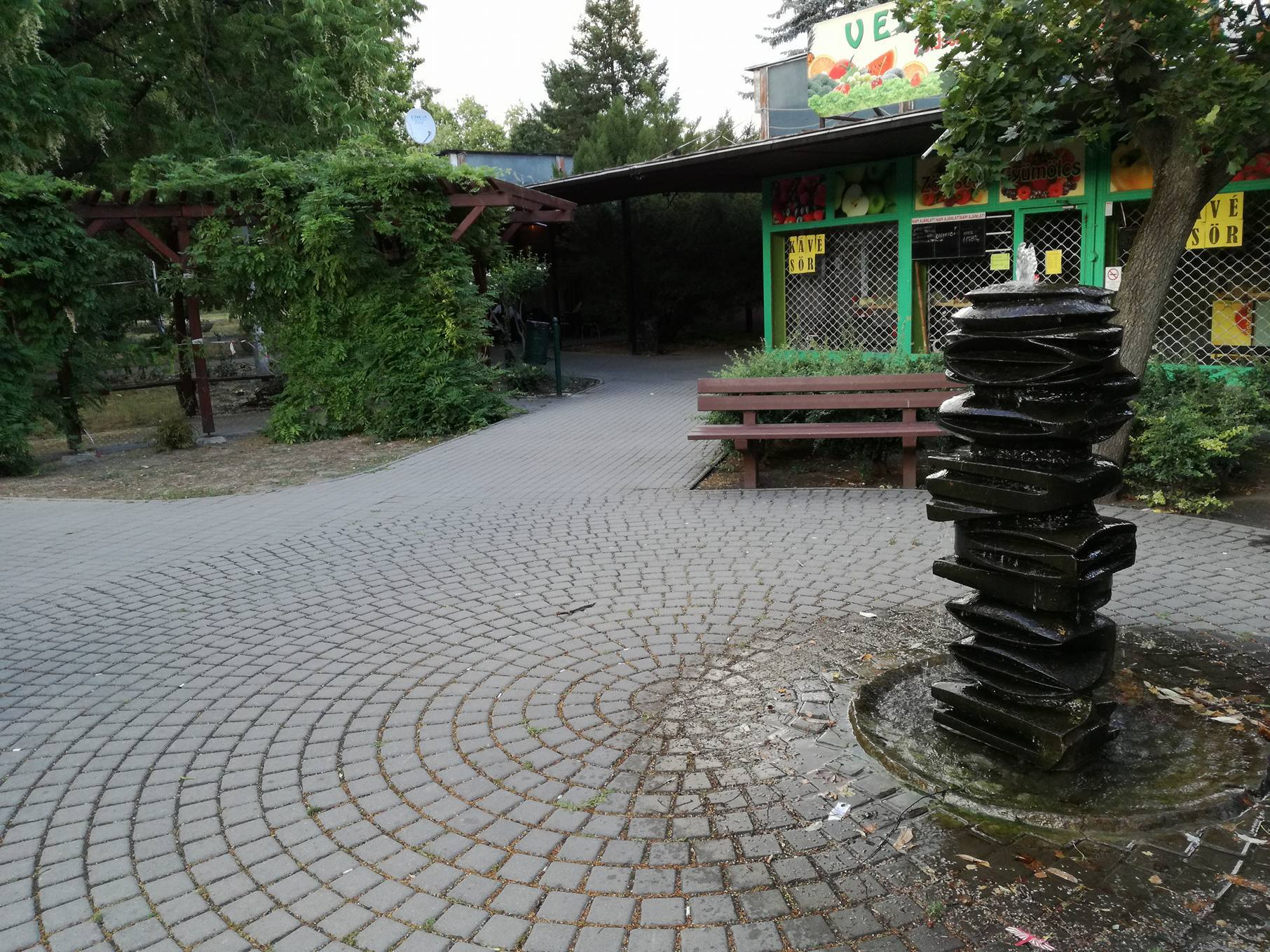
A Lakatos-Lakótelep főtere a szökőkúttal
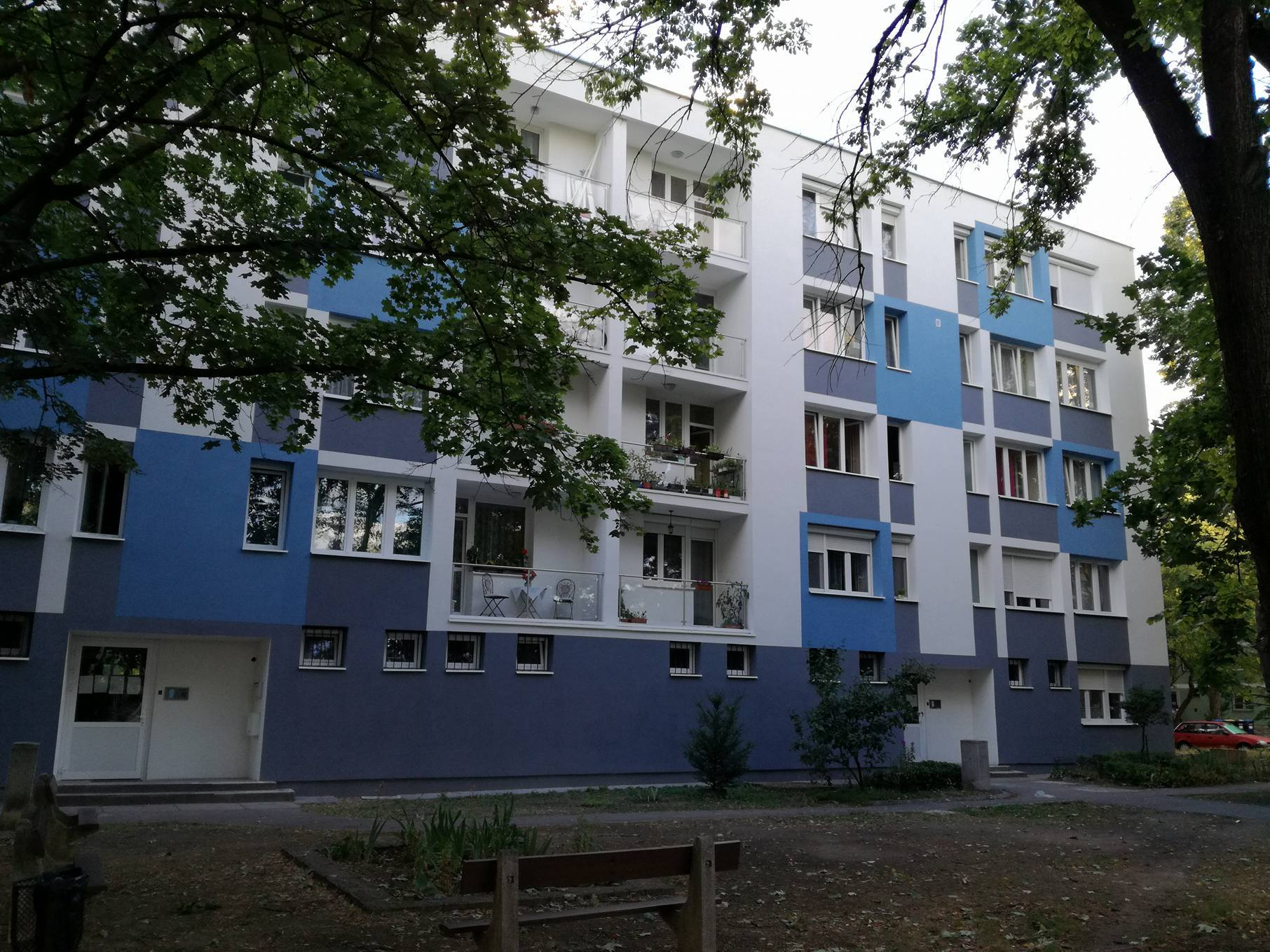
Felújított ház a Lakatoson
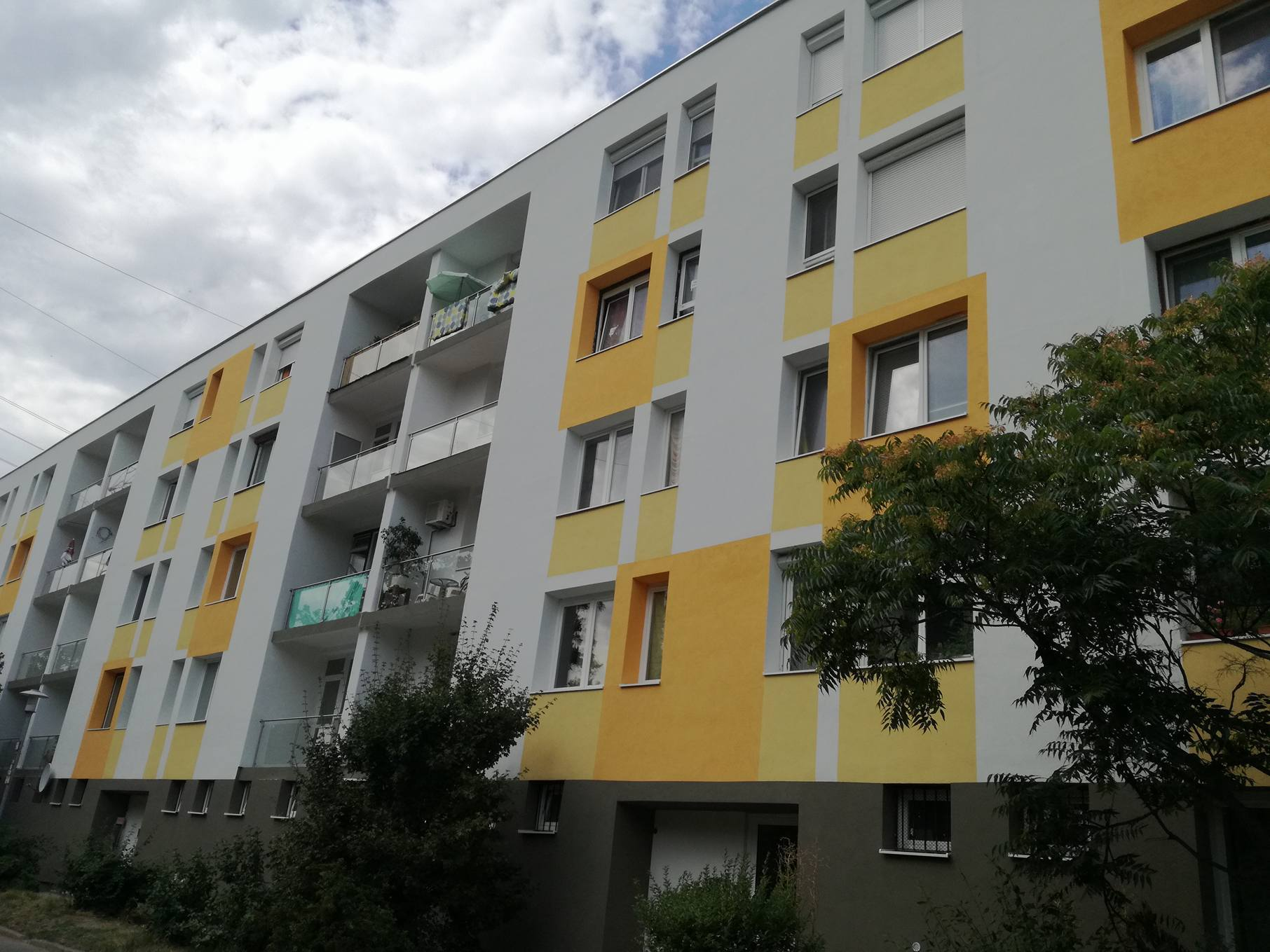
Felújított ház a Lakatoson